# Катарина Марковић
Катарина Марковић (Крушевац, 29. јул 1982) српска је глумица.

## Биографија
Катарина  је рођена 29. јула 1982. године у Крушевцу. Након завршене основне школе са породицом се сели у Београд где завршава X београдску гимназију. Факултет драмских уметности уписује из другог покушаја на класи професора Владимира Јевтовића. Са њом на класи су били: Борка Томовић, Виктор Савић, Јана Милић, Иван Ђорђевић Џуди, Ивана Николић, Марина Воденичар, Михаило Лаптошевић и Ђорђе Марковић. Прву позоришну улогу  остварила на сцени Битеф театра, у представи „Дон Жуан“., док је прву телевизијску и главну улогу добила 2006. године у серији "Агенција за СИС" Стални ангажман добила је 2009. године у позоришту "Бошко Буха". Такође игра и у Народном позоришту у Београду, Атељеу 212, Театру Вук и Битеф театру.

## Награде
- “Момчило Баљак” за улогу Ане у представи “Плес ситних демона”, 2010.
- “Златни ћуран” за најбољу младу глумицу за улогу Френчи у представи “Не знам шта је секс али питање је одговор”, Дани комедије у Јагодини, 2011.
- “Златно зрно” за најбољу женску улогу за улогу Ане у представи “Ролеркостер”, “Буцини дани”, 2022.
- Награда за најбољу женску улогу на фестивалу "Пургаторије" у Тивту, за улогу Мирандолине у представи "Мирандолина", 2024.

## Улоге
| Год.       | Назив                           | Улога                       |
| ---------- | ------------------------------- | --------------------------- |
| 2000-е     |                                 |                             |
| 2006.      | Један дан у белом (кратки филм) | Сандра                      |
| 2006.      | Љубав, навика, паника           | Јовина ћерка                |
| 2006—2007. | Агенција за СИС                 | Роза                        |
| 2007.      | Промени ме                      | Каћа                        |
| 2007—2008. | Кафаница близу СИС-а            | Роза                        |
| 2008.      | Читуља за Ескобара              | службеница                  |
| 2010-е     |                                 |                             |
| 2010.      | Куку, Васа                      | Ана                         |
| 2011.      | Певај, брате!                   | Анастазија Јеврић           |
| 2014.      | Отворена врата 2                | Живани                      |
| 2014.      | Иза кулиса                      | Дотти Отлеи / Мрс. Цлацкетт |
| 2014—2015. | Будва на пјену од мора          | Анита Анчи-Никезић          |
| 2015.      | Реквијем за господина Ј         | Операторка                  |
| 2016.      | Влажност                        | Бојана                      |
| 2016.      | Сумњива лица                    | Антигона                    |
| 2016—2021. | Луд, збуњен, нормалан           | Јелена                      |
| 2016.      | Флуффи                          |                             |
| 2017.      | Прва тарифа                     | бивша жена                  |
| 2018.      | Комшије                         | Слађана                     |
| 2018.      | Драги суседи                    | Добрила                     |
| 2019.      | Врата до врата                  | Весна                       |
| 2020-е     |                                 |                             |
| 2021.      | У загрљају Црне руке            | Краљица Наталија            |
| 2022.      | Блок 27                         | Љиљана                      |
| 2022.      | Мочвара 2                       | Бојана Каран                |
| 2022.      | Клан 2                          | Маја Божић                  |
| 2022.      | Клан 3                          | Маја Божић                  |
| 2024.      | Смола                           | Сандра                      |
| 2024.      | Зваћеш се Варвара               | Сања                        |

## Позориште
| Година | Представа                                 | Позориште                                      |
| ------ | ----------------------------------------- | ---------------------------------------------- |
| 2025.  | Три мускетара                             | Позориште Бошко Буха                           |
| 2024.  | Мирандолина                               | Центар за културу Тиват                        |
| 2023.  | Вања, Соња, Маша и остали                 | Атеље 212                                      |
| 2022.  | Убиство у Оријент експресу                | Позориште Бошко Буха                           |
| 2022.  | Ролеркостер                               | Атеље 212                                      |
| 2021.  | Нора-луткина кућа                         | Народно позориште у Београду                   |
| 2021.  | Мачор у чизмама                           | позориште Бошко Буха                           |
| 2021.  | Смрт господина Голуже                     | Позориште младих, Нови Сад                     |
| 2021.  | Венера у крзну                            | Театар Вук                                     |
| 2019.  | Немушти језик                             | Позориште Бошко Буха                           |
| 2019.  | Кад је Ниче плакао                        | Театар Вук                                     |
| 2019.  | Ујка Вања                                 | Хартефакт и Народно позориште "Стерија", Вршац |
| 2019.  | Бели бубрези                              | Атеље 212                                      |
| 2018.  | Балкански шпијун                          | Народно позориште у Београду                   |
| 2018.  | Шупљи камен                               | Театар Вук                                     |
| 2017.  | Поштени провалник                         | Позориште Бошко Буха                           |
| 2017.  | Back to Amy                               | Рефлектор театар                               |
| 2017.  | Илузије                                   | Театар Вук                                     |
| 2017.  | Успавана лепотица                         | Позориште Бошко Буха                           |
| 2017.  | Снежна краљица                            | Позориште Бошко Буха                           |
| 2017   | Из живота инсеката                        | Београдско драмско позориште                   |
| 2016.  | Дан одлуке                                | Позориште Бошко Буха                           |
| 2016.  | Господин посланик                         | Театар Вук                                     |
| 2016.  | кратка прича о Антихристу                 | Битеф театар                                   |
| 2015.  | Мајстори, мајстори                        | Позориште Бошко Буха                           |
| 2015.  | Чаробњак из Оза                           | Позориште Бошко Буха                           |
| 2015.  | Лени                                      | Битеф театар                                   |
| 2015.  | Руцанте                                   | Дадов                                          |
| 2014.  | Љубавници                                 | Позориште Славија                              |
| 2013.  | Госпођа министарка                        | Позориште Бошко Буха                           |
| 2012.  | Иза кулиса                                | Позориште Бошко Буха                           |
| 2011.  | Дечија папазјанија                        | Позориште Бошко Буха                           |
| 2011.  | Школа рокенрола                           | Позориште Бошко Буха                           |
| 2011.  | Својта                                    | Позориште Бошко Буха                           |
| 2010.  | Ловци на мираз                            | Позориште Славија                              |
| 2010.  | Плес ситних демона                        | Позориште Дадов                                |
| 2009.  | Не знам шта је секс али питање је одговор | Позориште Бошко Буха                           |
| 2009.  | Дечко који обећава                        | Позориште Бошко Буха                           |
| 2009.  | Мала сирена                               | Позориште Бошко Буха                           |
| 2008.  | Плава птица                               | Позориште Бошко Буха                           |
| 2007.  | Слуга двају господара                     | Позориште Бошко Буха                           |
| 2007.  | Мандрагола                                | Позориште Бошко Буха                           |
| 2006.  | Богојављенска ноћ                         | Позориште Бошко Буха                           |
| 2006.  | Пепељуга                                  | Позориште Бошко Буха                           |
| 2006.  | Дон Жуан                                  | Битеф театар                                   |